# Contraste

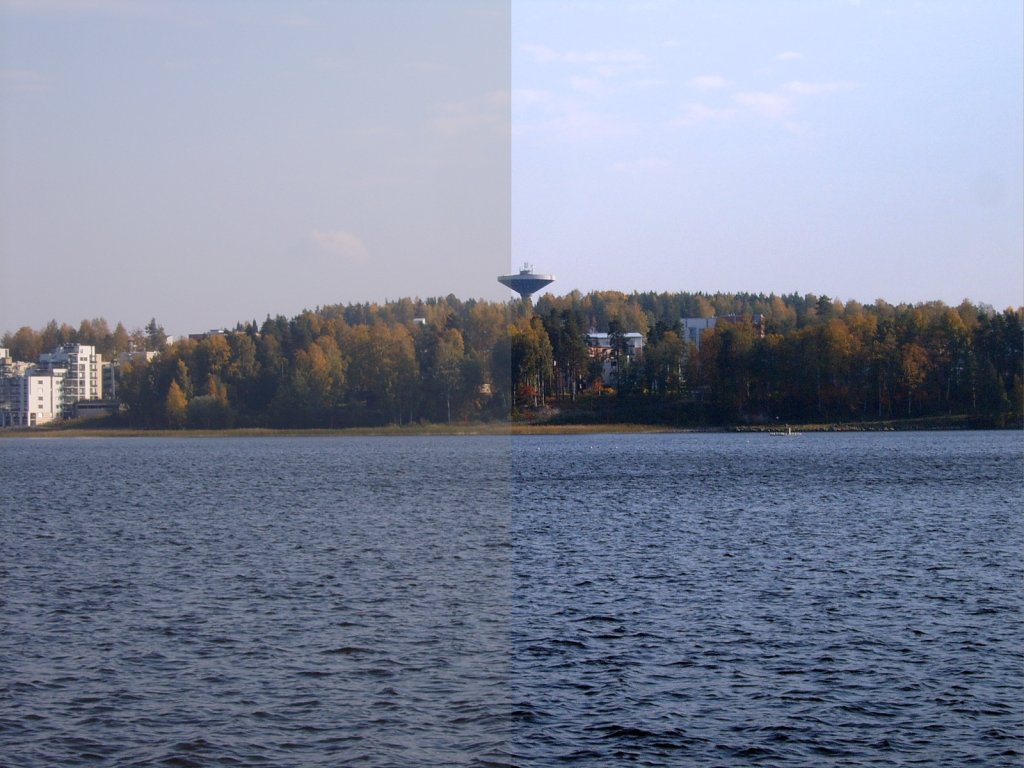
O lado esquerdo da imagem tem baixo contraste, a direita tem maior contraste

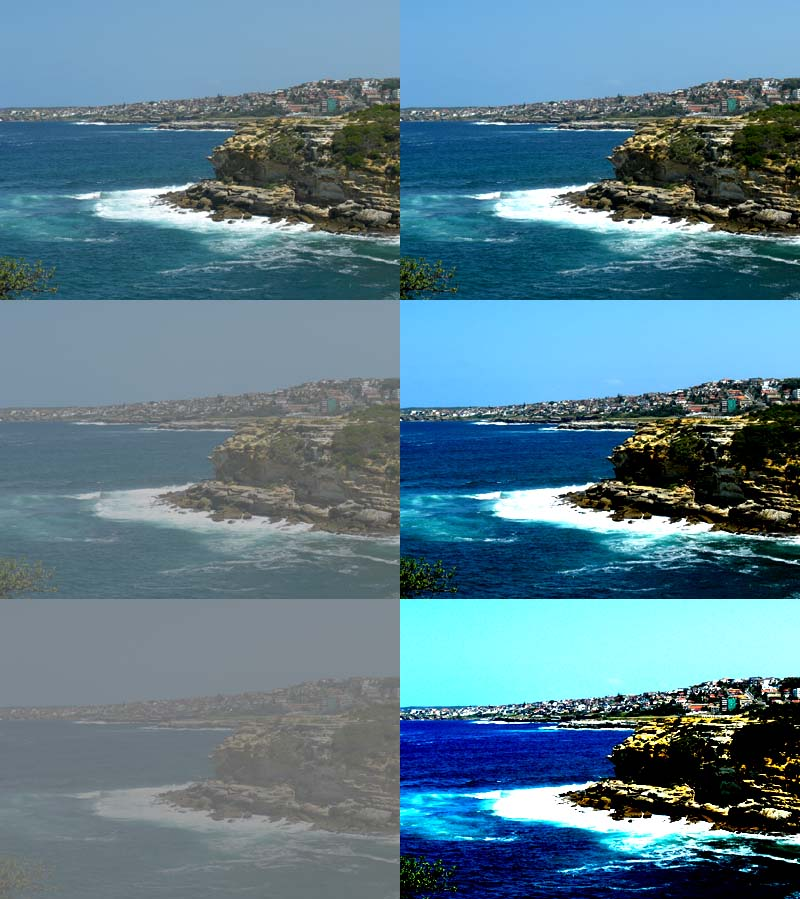
Alterações na quantidade de contraste em uma foto

Contraste é a diferença de luminância ou cor que torna um objeto (ou sua representação em uma imagem ou tela) distinguível. Na percepção visual do mundo real, o contraste é determinado pela diferença na cor e no brilho do objeto e de outros objetos dentro do mesmo campo de visão. O sistema visual humano é mais sensível ao contraste do que a luminância absoluta; ele pode perceber o mundo da mesma forma, independentemente das grandes mudanças na iluminação ao longo do dia ou de um lugar para outro. O contraste máximo de uma imagem é a taxa de contraste ou a faixa dinâmica.

## Sensibilidade biológica ao contraste
De acordo com Campbell e Robson (1968), a função de sensibilidade ao contraste humano mostra uma forma típica de filtro passa-faixa com um pico de cerca de quatro ciclos por grau com a sensibilidade caindo em ambos os lados do pico. Essa descoberta levou muitos a afirmar que o sistema visual humano é mais sensível na detecção de diferenças de contraste que ocorrem em quatro ciclos por grau; ou seja, nessa frequência espacial, os humanos podem detectar diferenças de contraste mais baixas do que em qualquer outra frequência angular. No entanto, a alegação de sensibilidade à frequência é problemática, dado que, por exemplo, as mudanças de distância não parecem afetar os padrões perceptivos relevantes (como observado, por exemplo, na legenda da figura de Solomon e Pelli (1994) os últimos autores estão se referindo especificamente às letras, não fazem distinção objetiva entre essas e outras formas. A relativa insensibilidade dos efeitos do contraste à distância (e, portanto, a frequência espacial) também pode ser observada pela inspeção casual de uma grade de varredura paradigmática, como pode ser observado aqui.
O corte de alta frequência representa as limitações ópticas da capacidade do sistema visual de resolver detalhes e é tipicamente de cerca de sessenta ciclos por grau. O corte de alta frequência está relacionado à densidade de empacotamento das células fotorreceptoras da retina: uma matriz mais fina pode resolver grades mais finas.
O declínio de baixa frequência é devido à inibição lateral dentro das células ganglionares da retina. Uma célula ganglionar da retina típica apresenta uma região central com excitação ou inibição e uma região circundante com o sinal oposto. Ao usar grades grosseiras, as bandas brilhantes caem tanto na região inibidora quanto na excitatória da célula ganglionar, resultando em inibição lateral e explicando a queda de baixa frequência da função de sensibilidade ao contraste humano.
Um fenômeno experimental é a inibição do azul na periferia se a luz azul for exibida contra o branco, levando a um ambiente amarelo. O amarelo é derivado da inibição do azul nos arredores pelo centro. Como o branco menos o azul é vermelho e verde, isso se torna amarelo.
Por exemplo, no caso de telas gráficas de computador, o contraste depende das propriedades da fonte ou arquivo da imagem e das propriedades da tela do computador, incluindo suas configurações variáveis. Para algumas telas, o ângulo entre a superfície da tela e a linha de visão do observador também é importante.

## Fórmula
Existem muitas definições possíveis de contraste. Algumas incluem cores; outras não. Travnikova lamenta: "Essa multiplicidade de noções de contraste é extremamente inconveniente. Isso complica a solução de muitos problemas aplicados e dificulta a comparação dos resultados publicados por diferentes autores".

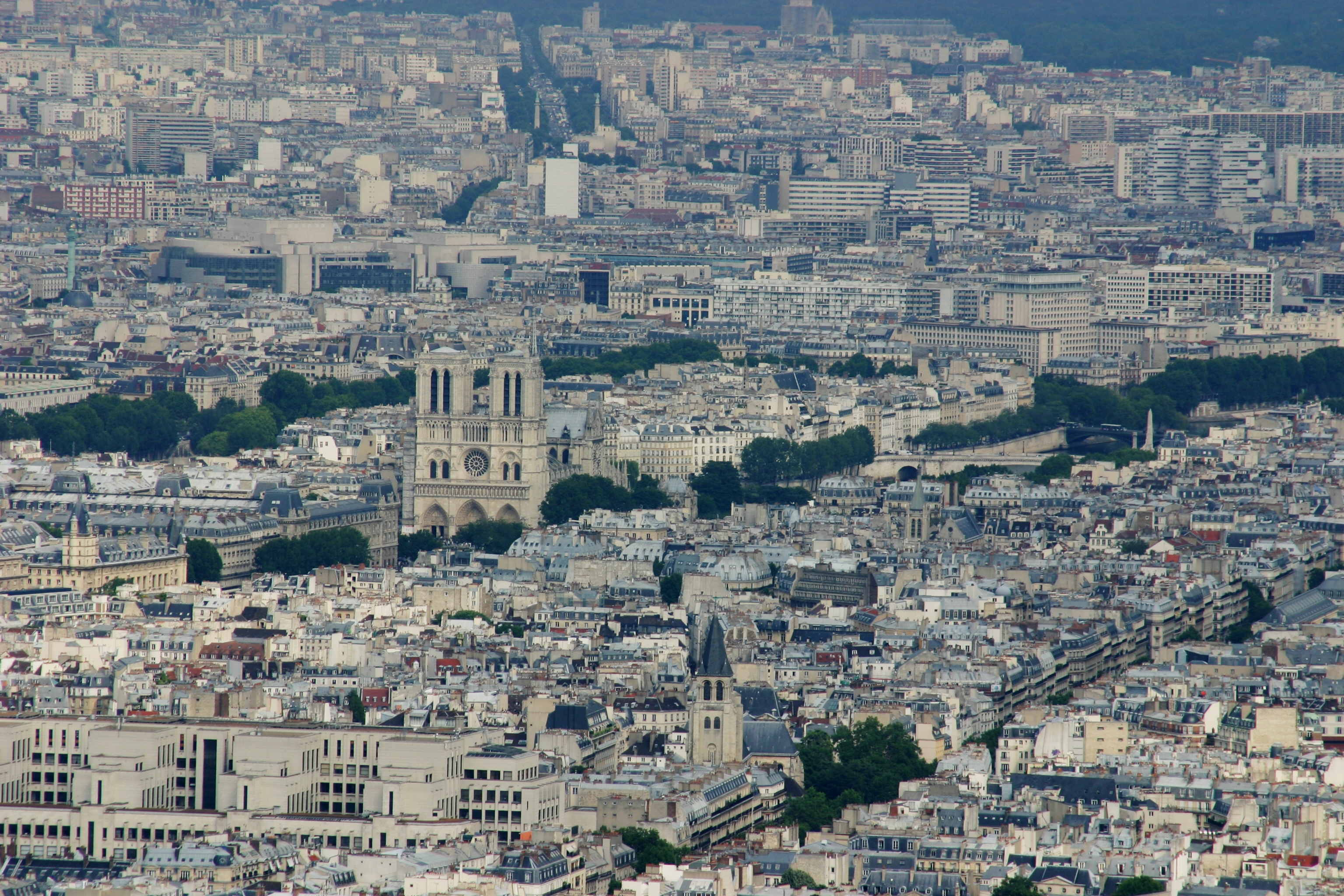
Uma imagem da Catedral de Notre Dame, vista da Torre Eiffel

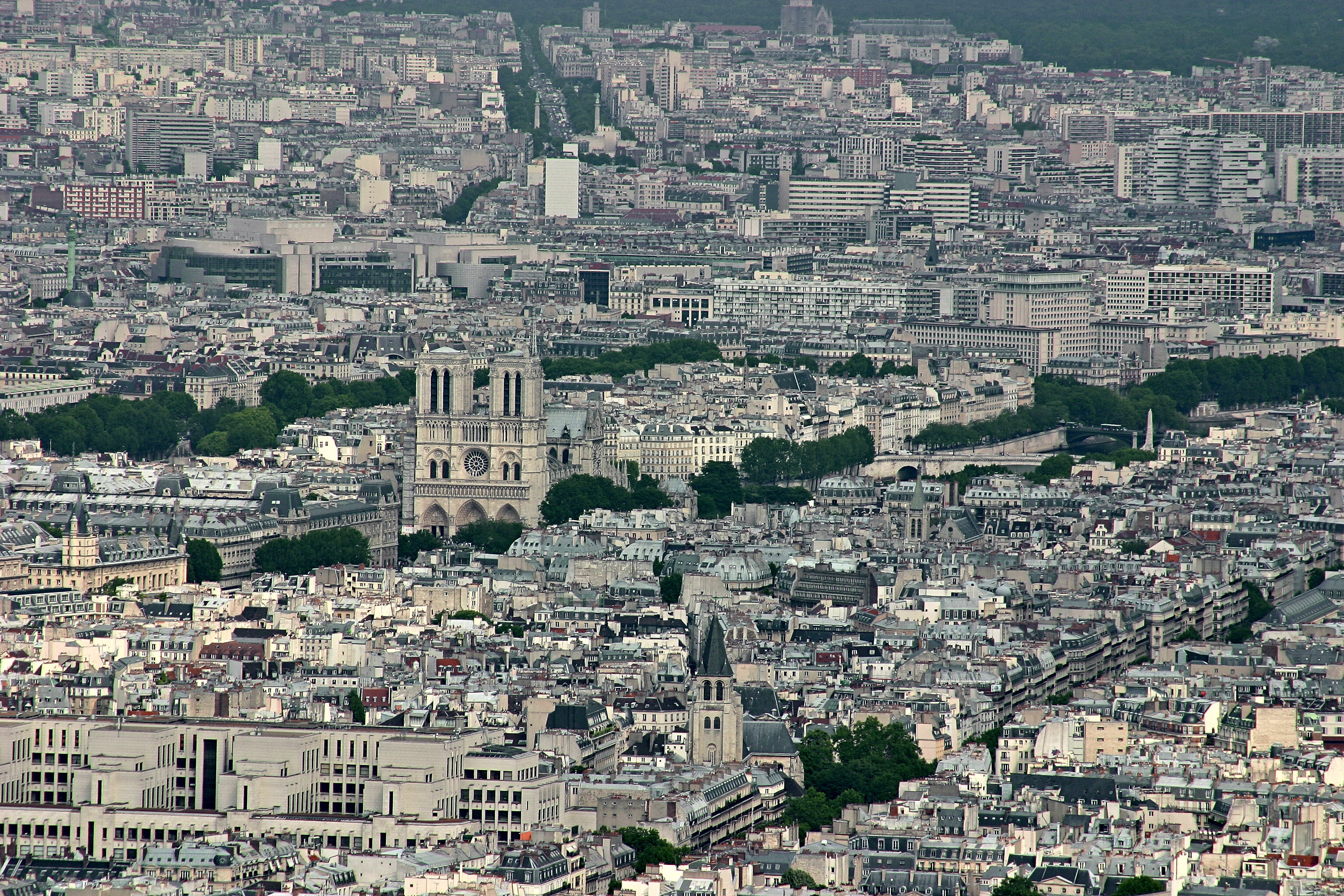
A mesma imagem, com contraste global adicionado, e contraste local (acutância) aumentaram através do mascaramento de nitidez.

Várias definições de contraste são usadas em diferentes situações. Aqui, o contraste da luminância é usado como exemplo, mas as fórmulas também podem ser aplicadas a outras quantidades físicas. Em muitos casos, as definições de contraste representam uma proporção do tipo
{\displaystyle {\frac {\mbox{Diferença de luminosidade}}{\mbox{Média de luminosidade}}}.}
A lógica por trás disso é que uma pequena diferença é insignificante se a luminância média for alta, enquanto a mesma pequena diferença importa se a luminância média for baixa (ver lei de Weber-Fechner). Abaixo, são apresentadas algumas definições comuns.

### Contraste de Weber
O contraste de Weber é definido como
{\displaystyle {\displaystyle {\frac {I-I_{\mathrm {b} }}{I_{\mathrm {b} }}},}}
com {\displaystyle I} e {\displaystyle I_{\mathrm {b} }} representando a luminância dos recursos e do plano de fundo, respectivamente. A medida também é chamada de fração de Weber, pois o termo é constante na lei de Weber. O contraste de Weber é comumente usado nos casos em que pequenos recursos estão presentes em um grande fundo uniforme, ou seja, onde a luminância média é aproximadamente igual à luminância do fundo.

### Contraste de Michelson
O contraste de Michelson (também conhecido como visibilidade) é comumente usado para padrões em que recursos claros e escuros são equivalentes e ocupam frações semelhantes da área (por exemplo, redes de ondas senoidais). O contraste de Michelson é definido como
{\displaystyle {\displaystyle {\frac {I_{\mathrm {max} }-I_{\mathrm {min} }}{I_{\mathrm {max} }+I_{\mathrm {min} }}},}}
com {\displaystyle I_{\mathrm {max} }} e {\displaystyle I_{\mathrm {min} }} representando a luminância mais alta e mais baixa. O denominador representa o dobro da média das luminâncias máxima e mínima.
Esta forma de contraste é um modo eficaz para quantificar contraste para funções periódicas {\displaystyle f(x)} e também é conhecido como a modulação {\displaystyle m_{\mathrm {f} }} de um sinal periódico {\displaystyle f}. A modulação quantifica a quantidade relativa pela qual a amplitude (ou diferença) ({\displaystyle f_{\mathrm {max} }-f_{\mathrm {min} }})/2 de {\displaystyle f} se destaca do valor médio (ou plano de fundo) ({\displaystyle f_{\mathrm {max} }+f_{\mathrm {min} }})/2. De um modo geral, refere-se a {\displaystyle m_{\mathrm {f} }} o contraste do sinal periódico {\displaystyle f} em relação ao seu valor médio. Se {\displaystyle m_{\mathrm {f} }=0}, então {\displaystyle f} não tem contraste. Se duas funções periódicas f e {\displaystyle g} tiverem o mesmo valor médio, então {\displaystyle f} terá mais contraste que {\displaystyle g} se {\displaystyle m_{\mathrm {f} }>m_{\mathrm {g} }}.

### Contraste do valor eficaz
O contraste do valor eficaz não depende do conteúdo da frequência angular ou da distribuição espacial do contraste na imagem. O contraste do valor eficaz é definido como o desvio padrão das intensidades de pixel:
{\displaystyle {\sqrt {{\frac {1}{MN}}\sum _{i=0}^{N-1}\sum _{j=0}^{M-1}(I_{ij}-{\bar {I}})^{2}}},}
onde intensidades {\displaystyle I_{ij}} são o {\displaystyle i}-ésimo e o {\displaystyle {\displaystyle j}}-ésimo elemento da imagem bidimensional de tamanho {\displaystyle M} por {\displaystyle N}. {\displaystyle {\bar {I}}} é a intensidade média de todos os valores de pixel na imagem. A imagem {\displaystyle I} presume-se que suas intensidades de pixel sejam normalizadas no intervalo {\displaystyle [0,1]}.

## Sensibilidade ao contraste
A sensibilidade ao contraste é uma medida da capacidade de discernir entre luminâncias de diferentes níveis em uma imagem estática. A sensibilidade ao contraste varia entre os indivíduos, atingindo o máximo em aproximadamente vinte anos de idade e em frequências angulares de cerca de dois a cinco ciclos por grau. Além disso, pode diminuir com a idade e também devido a outros fatores, como catarata e retinopatia diabética.

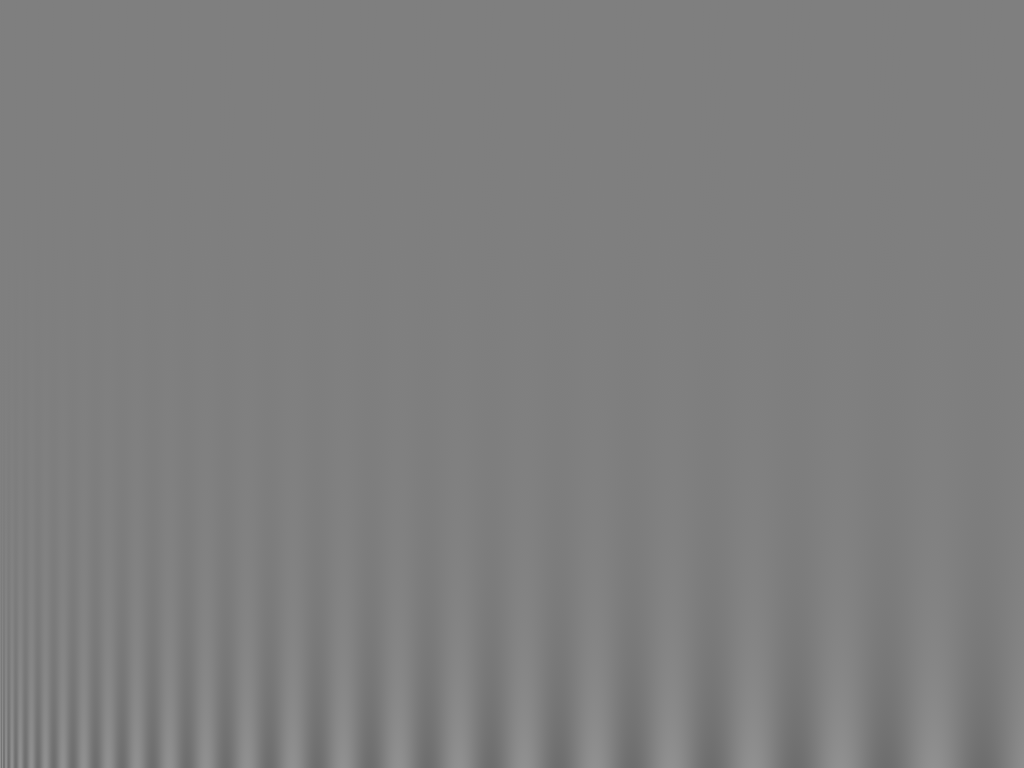
Nesta imagem, a amplitude do contraste depende apenas da coordenada vertical, enquanto a frequência espacial depende da coordenada horizontal. Observe que para frequências médias você precisa de menos contraste do que para alta ou baixa frequência para detectar a flutuação sinusoidal

### Sensibilidade ao contraste e acuidade visual
A acuidade visual é um parâmetro que é freqüentemente usado para avaliar a visão geral. No entanto, a diminuição da sensibilidade ao contraste pode causar diminuição da função visual, apesar da acuidade visual normal. Por exemplo, alguns indivíduos com glaucoma podem atingir uma visão 20/20 nos exames de acuidade, mas ainda lutam com atividades da vida diária, como dirigir à noite.
Como mencionado acima, a sensibilidade ao contraste descreve a capacidade do sistema visual de distinguir componentes brilhantes e escuros de uma imagem estática. A acuidade visual pode ser definida como o ângulo com o qual se pode resolver dois pontos como separados, dado que a imagem é mostrada com 100% de contraste e é projetada na fóvea da retina. Assim, quando um optometrista ou oftalmologista avalia a acuidade visual de um paciente usando um gráfico de Snellen ou algum outro gráfico de acuidade, a imagem alvo é exibida em alto contraste, por exemplo, letras pretas de tamanho decrescente em um fundo branco. Um exame subseqüente de sensibilidade ao contraste pode demonstrar dificuldade com o contraste diminuído (usando, por exemplo, o gráfico Pelli-Robson, que consiste em letras de tamanho uniforme, mas cada vez mais pálidas em um fundo branco).
Para avaliar a sensibilidade ao contraste do paciente, um dos vários exames diagnósticos pode ser usado. A maioria dos gráficos no consultório do oftalmologista ou do oftalmologista mostrará imagens de contraste variável e frequência angular. Barras paralelas de largura e contraste variados, conhecidas como grades de onda senoidal, são vistas sequencialmente pelo paciente. A largura das barras e sua distância representam frequência angular, medida em ciclos por grau (cpd ou cyc / deg).
Estudos demonstraram que a frequência angular de nível médio, de aproximadamente cinco a sete ciclos por grau, é detectada de maneira ideal pela maioria dos indivíduos, em comparação com frequências angulares de baixo ou alto nível. O limiar de contraste pode ser definido como o contraste mínimo que pode ser resolvido pelo paciente. A sensibilidade ao contraste é igual a 1/limiar de contraste.
Usando os resultados de um exame de sensibilidade ao contraste, uma curva de sensibilidade ao contraste pode ser plotada, com frequência angular na horizontal e limiar de contraste no eixo vertical. Também conhecida como função de sensibilidade ao contraste (CSF), a plotagem demonstra a faixa normal de sensibilidade ao contraste e indicará menor sensibilidade ao contraste em pacientes que caem abaixo da curva normal. Alguns gráficos contêm “equivalentes de acuidade à sensibilidade ao contraste”, com valores mais baixos de acuidade caindo na área sob a curva. Em pacientes com acuidade visual normal e sensibilidade ao contraste reduzida concomitante, a área sob a curva serve como uma representação gráfica do déficit visual. Pode ser por causa dessa deficiência na sensibilidade ao contraste que os pacientes têm dificuldade em dirigir à noite, subir escadas e outras atividades da vida diária nas quais o contraste é reduzido.

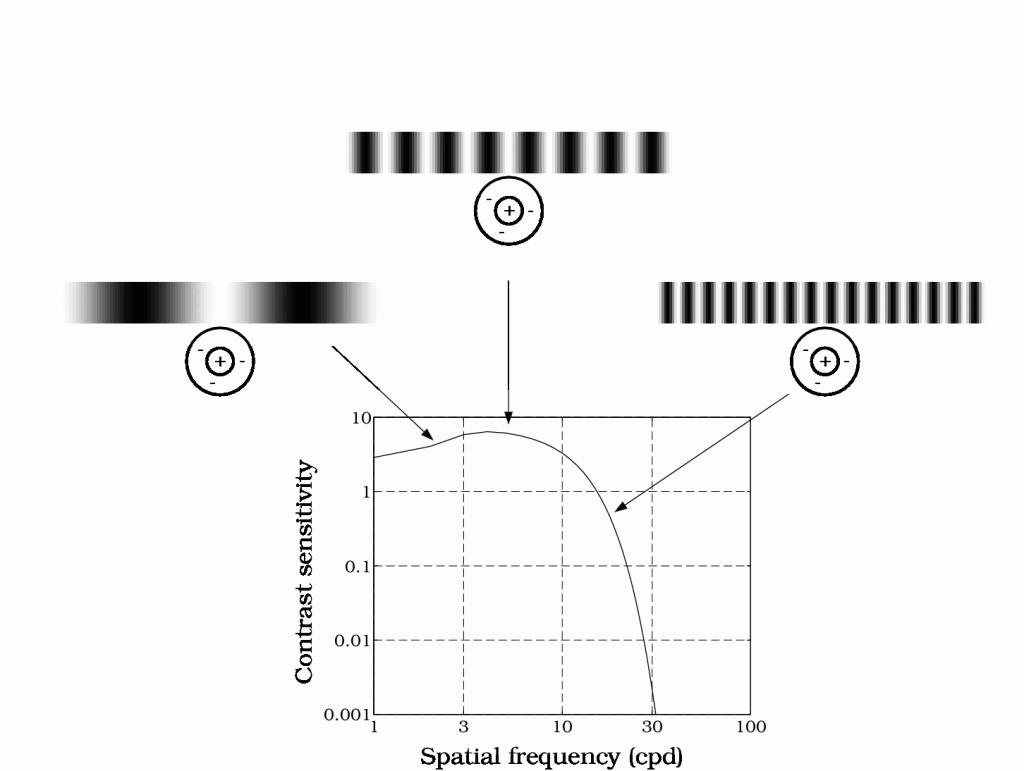
O gráfico demonstra a relação entre a sensibilidade ao contraste e a frequência angular. As imagens do tipo alvo são representativas da organização centro-envolvente dos neurônios, com inibição periférica em frequências angulares baixas, intermediárias e altas. Usado com permissão de Brian Wandell, PhD

Estudos recentes demonstraram que os padrões senoidais de frequência intermediária são detectados de forma otimizada pela retina devido ao arranjo central-surround dos campos receptivos neuronais. Em uma frequência angular intermediária, o pico (barras mais claras) do padrão é detectado pelo centro do campo receptivo, enquanto as cavidades (barras mais escuras) são detectadas pela periferia inibitória do campo receptivo. Por esta razão, frequências angulares baixas e altas provocam impulsos excitatórios e inibitórios através da sobreposição de picos e depressões de frequência no centro e na periferia do campo neural receptivo. Outros fatores ambientais, fisiológicos e anatômicos influenciam a transmissão neuronal de padrões senoidais, incluindo a adaptação.
A diminuição da sensibilidade ao contraste decorre de múltiplas etiologias, incluindo distúrbios da retina como Degeneração Macular Relacionada à Idade (DMRI), ambliopia, anormalidades do cristalino, como catarata, e por disfunção neural de ordem superior, incluindo acidente vascular cerebral e doença de Alzheimer. À luz da multiplicidade de etiologias que levam à diminuição da sensibilidade ao contraste, os testes de sensibilidade ao contraste são úteis na caracterização e monitoramento da disfunção e menos úteis na detecção de doenças.